# Platythyrea zodion
Platythyrea zodion is een mierensoort uit de onderfamilie van de Ponerinae. De wetenschappelijke naam van de soort is voor het eerst geldig gepubliceerd in 1975 door Brown.